# Astragalus aznabjurticus
Astragalus aznabjurticus är en ärtväxtart som beskrevs av Aleksandr Alfonsovitj Grossgejm. Astragalus aznabjurticus ingår i släktet vedlar, och familjen ärtväxter. Inga underarter finns listade i Catalogue of Life.